# Leovigildo
Flavio Leovigildo (en latín: Flavius Leovigildus, del gótico: Liubagilds; ¿?-Toledo, primavera del año 586) fue rey de los visigodos del 568 o 569 a 586. Por sus reformas y su labor de expansión y reorganización territorial, Leovigildo es considerado uno de los más importantes soberanos del reino visigodo de Toledo.
Se sabe que fue legislador, aunque el Código de Leovigildo o Codex Revisus no se ha conservado.
Como resultado de victoriosas campañas militares, su autoridad abarcó prácticamente la totalidad de la península ibérica, excepto la provincia de Spania, dependiente del emperador romano de Oriente.

## Antecedentes y contexto histórico de su reinado

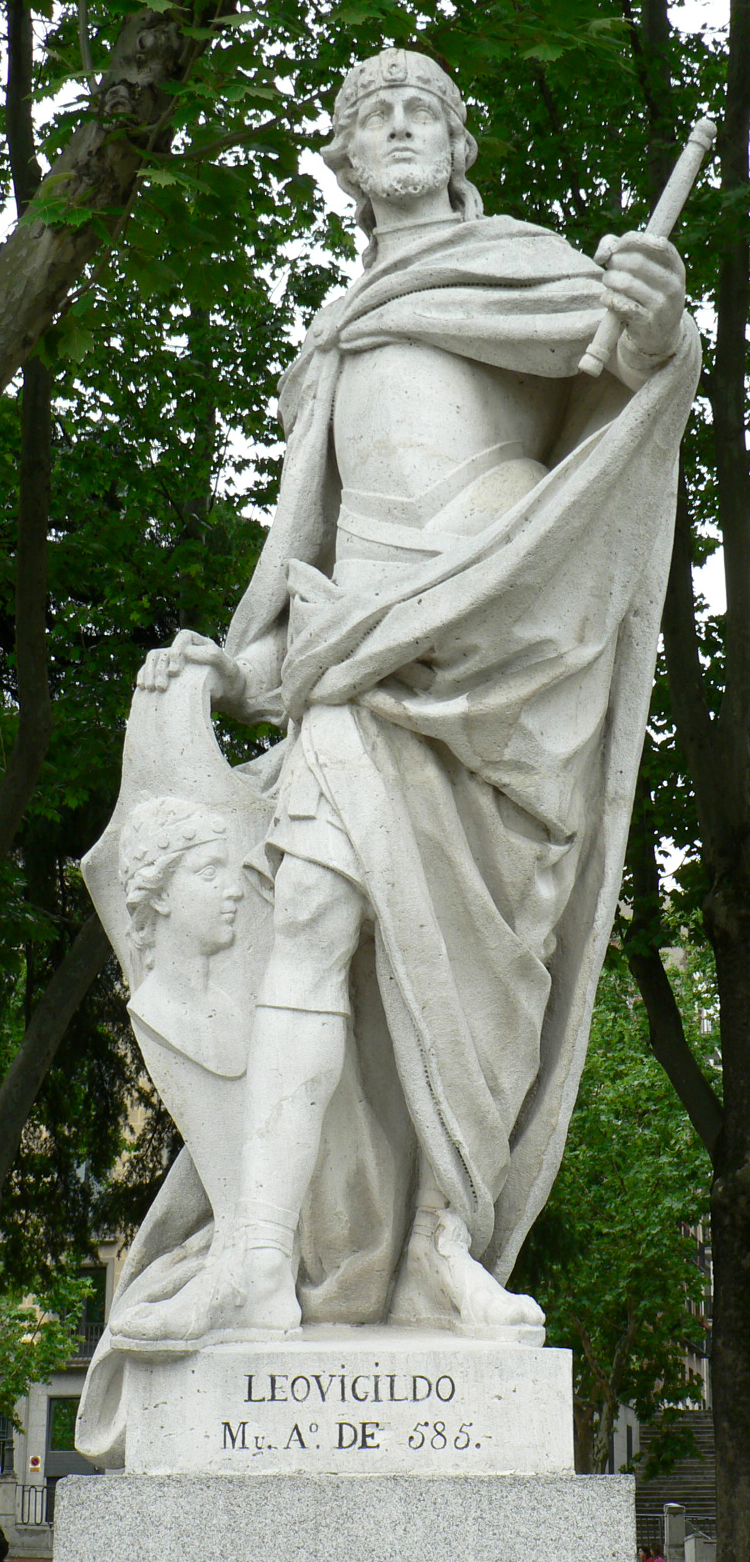
Leovigildo, representado con corona,cetro y manto púrpura. Plaza de Oriente, frente al Palacio Real (Madrid)

### Campaña contra Vasconia en 581 y fundación de Victoriacum

Reino visigodo a la muerte de Leovigildo, indicando sus campañas.